# 김종현 (영화 감독)
김종현(1970년 5월 7일 ~ )은 대한민국의 영화 감독이다. 2004년 영화 《슈퍼스타 감사용》으로 감독 데뷔하였다.

## 학력
- 중앙대학교 영화과 학사

## 필모그래피
- 2004년 《슈퍼스타 감사용》
- 2008년 《마이 뉴 파트너》
- 2011년 《소녀 K》
- 2018년 《프리스트》

조연출
- 1998년 《퇴마록》
- 2002년 《로드 무비》

## 경력
- 2012.07~ 서울종합예술전문학교 연기예술학부 전임교수